# Batalla de Ladysmith

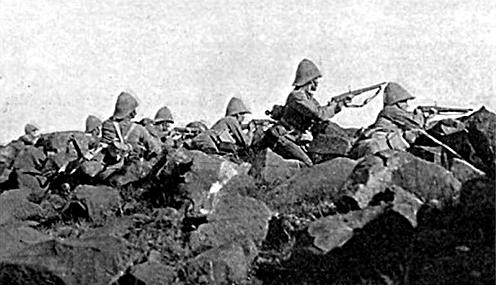
Regimiento de Devonshire frente a Pepworth Hill, disparando desde detrás de rocas que proporcionaban una cobertura efectiva (parte de la batalla de Ladysmith, 1900)

La batalla de Ladysmith fue uno de los primeros enfrentamientos de la segunda guerra bóer. Una gran fuerza británica que se había concentrado en la ciudad de guarnición de Ladysmith lanzó una salida el 30 de octubre de 1899, contra los ejércitos bóer que rodeaban lentamente la ciudad. El resultado fue un desastre para los británicos. El cuerpo principal fue conducido de regreso a la ciudad, y un destacamento aislado de 800 hombres se vio obligado a rendirse al comandante De Wet. Los bóeres no siguieron su ventaja procediendo hacia el puerto estratégicamente importante de Durban, y en su lugar comenzaron un asedio a Ladysmith, que fue relevado después de 118 días. John Norwood fue galardonado con la Cruz Victoria por sus acciones durante la batalla.

## Antecedentes
En junio de 1899, cuando parecía probable que las hostilidades entre Gran Bretaña y las repúblicas bóer independientes fueran probables, el gobierno británico comenzó a enviar tropas a Sudáfrica como medida de precaución. La mayoría fue a Natal, donde el vital puerto de Durban parecía estar a una distancia relativamente fácil de golpear para las fuerzas bóer. El gobierno británico no estaba dispuesto a ordenar una movilización completa, pero por recomendación del Comandante en Jefe del Ejército Británico, el General Wolseley, acordaron enviar 10 000 tropas que Wolseley creía que podrían defender Natal si estallaba la guerra hasta que los refuerzos pudieran llegar por mar.
El primer contingente fueron algunas tropas que regresaban a Gran Bretaña desde la India, bajo el mando del mayor general Penn Symons. Posteriormente, la Oficina de Guerra envió unidades de guarniciones en el Mediterráneo y en otros lugares, llegando a un total de 15 000. El teniente general Sir George White fue designado para comandar esta fuerza ampliada. White tenía 64 años y sufrió una lesión en la pierna en un accidente de equitación. Habiendo servido principalmente en la India, tenía poca experiencia previa en Sudáfrica.

### Despliegues británicos
Natal estaba dividida aproximadamente en partes norte y sur por el río Tugela. El norte de Natal estaba rodeado por tres lados por el territorio bóer. Aunque se le aconsejó desplegar su fuerza al sur del Tugela, White rechazó este consejo por razones de prestigio. Otros oficiales británicos de alto rango consideraron que White fue mal asesorado por oficiales demasiado ansiosos como Penn-Symons o el Ayudante General de White, el Coronel Ian Hamilton. White concentró la mayor parte de su fuerza en Ladysmith, a unas 12 millas (19 km) al norte del Tugela, mientras que una brigada bajo Penn-Symons se desplegó aún más al norte en Glencoe y Dundee. La posición de Penn Symons estaba particularmente expuesta al peligro, estando tan al norte que era vulnerable a ser rodeada, mientras que no lo suficientemente al norte como para bloquear los pasos a través de las montañas Drakensberg que los principales ejércitos bóer tendrían que cruzar para invadir Natal.

## Estallido de la guerra
Contrariamente al consejo de varios funcionarios británicos como Sir Alfred Milner, el Alto Comisionado para África del Sur, los gobiernos bóer independientes no se sorprendieron demasiado por el envío de tropas británicas a Natal. En cambio, lo consideraron como evidencia de la determinación de Gran Bretaña de tomar el control de las repúblicas bóer. El gobierno de la República Sudafricana o Transvaal bajo el presidente Paul Kruger consideró lanzar un ataque en septiembre, pero el presidente Steyn del Estado Libre de Orange los disuadió durante varias semanas mientras intentaba actuar como intermediario. Con la ruptura completa de las negociaciones, ambas repúblicas independientes declararon la guerra y atacaron el 12 de octubre.
Un total de 21 000 bóeres avanzaron hacia Natal desde todos los lados. Las únicas unidades uniformadas regulares eran la Staatsartillerie de ambas repúblicas (y algunas unidades de policías como la Policía de la República Sudafricana o ZARP). El resto eran principalmente agricultores, vestidos con su ropa de trabajo ordinaria, con algunos ciudadanos y contingentes de voluntarios extranjeros conocidos como Vrijwilligers.
Todos estaban montados, y la mayoría estaban armados con rifles de cerrojo Mauser. La artillería tenía dos docenas de cañones de campaña Krupp de fabricación alemana y cuatro cañones pesados Creusot Long Tom de 155 mm fabricados en Francia.
El 20 de octubre, dos fuerzas bóer atacaron el destacamento de Penn-Symons en Dundee, pero fueron rechazados en la batalla de Talana Hill. Los británicos sufrieron grandes bajas (incluyendo Penn-Symons, que fue herido de muerte) y fueron aislados de Ladysmith por otra fuerza bóer que capturó una estación de ferrocarril en Elandslaagte que se encontraba entre ellos. El 21 de octubre, las tropas británicas bajo el mando del coronel Ian Hamilton y el comandante de caballería de White, el coronel John French, recapturaron la estación en la batalla de Elandslaagte. White no pudo seguir este éxito aliviando a la fuerza de Penn-Symons (ahora comandada por el general de brigada J.H. Yule) ya que temía que 6000 bóeres del Estado Libre de Orange estuvieran a punto de atacar a Ladysmith. Esta decisión destacó la posición expuesta de Ladysmith.
La fuerza de Yule tuvo que hacer una agotadora marcha de cuatro días a través de las colinas de Biggarsberg antes de que pudieran reunirse con White en Ladysmith. El 24 de octubre, White hizo una manifestación en Rietfontein contra los bóeres que avanzaban por la línea de ferrocarril de Glencoe a Ladysmith, para distraerlos de atacar Yule. Los británicos sufrieron 132 bajas, principalmente por fuego de artillería.

## Batalla

### Planes británicos
En lugar de retirarse al sur de tugela, White continuó acumulando suministros y refuerzos en Ladysmith. (Envió a los heridos al sur a Pietermaritzburgo, pero dejó a los civiles y otros no combatientes en la ciudad). Como las tropas británicas concentradas en Ladysmith ahora constituían una «fuerza de campo» equilibrada de todas las armas, White también rechazó la opción de dejar una guarnición de infantería en Ladysmith mientras enviaba la mayor parte de las tropas montadas y la artillería al sur del río. Apostó a poder asestar un golpe de gracia contra los ejércitos bóeres en una acción de «set-piece». Esto fue a pesar de las desventajas del terreno, con Ladysmith en un terreno bajo rodeado de colinas que se elevan a 500 pies (150 m) sobre la ciudad, lo que dio a los bóeres la ventaja de la altura.
Del 26 al 29 de octubre, White envió reconocimientos de caballería tentativos, que recordó cuando parecía que los jinetes bóer podrían cortarlos. El 29 de octubre, se pudo ver a los bóeres colocando uno de sus pesados cañones de asedio creusot en Pepworth Hill, aproximadamente a 4 millas (6,4 km) al norte-noreste de la ciudad. Antes de que este cañón pudiera abrir fuego, White ya había hecho planes para atacar al amanecer siguiente, basándose en reconocimientos y observaciones incompletos.
El ataque frontal principal estaba destinado a capturar Pepworth Hill. La columna estaba dirigida por el coronel Ian Hamilton y consistía en el 1° batallón, el Regimiento de Devonshire, el 1° batallón, el Regimiento de Mánchester, el 2° batallón, los Gordon Highlanders y el 2° batallón, la Brigada de Rifleros. Este ataque iba a ser apoyado por una columna bajo el mando del coronel Grimwood, formada por los Batallones 1.º y 2.º, el Real Cuerpo de Fusileros del Rey; 1° Batallón, el Regimiento Real de Leicestershire; 1° Batallón, el Regimiento del Rey; y el 2.º Batallón, los Fusileros Reales de Dublín, que atacarían el supuesto flanco izquierdo bóer y capturarían Long Hill, a unas 1,5 millas (2,4 km) al este de Pepworth Hill. El grueso de las tropas montadas al mando del coronel John French (los 5.º Lanceros, la 5° Guardia de Dragones, el 18.º Húsar menos un escuadrón perdido en talana Hill, el 19.º Húsares, varias compañías de infantería montada, los carabineros de Natal y el Caballo Ligero Imperial estaban estacionados en reserva o a la derecha de Grimwood. Seis baterías (la 13°, 21°, 42°, 53°, 67° y 69°) de cañones de 15 libras de la Artillería Real debían apoyar los ataques.
White también envió un destacamento que consistía en el 1° Batallón, los Fusileros Reales Irlandeses y la mitad del 1° Batallón, el Regimiento de Gloucestershire, con la Batería de Montaña Número 10 (equipada con cañones de montaña RML de 2,5 pulgadas) para capturar un paso conocido como Nicholson's Nek que se encontraba a unas 3 millas (4,8 km) al noroeste de Pepworth Hill. La fuerza estaba comandada por el teniente coronel Carleton de los Fusileros Reales Irlandeses. White tenía la intención de que al apoderarse del paso, este destacamento evitaría que la fuerza bóer del Estado Libre de Orange reforzara a los bóeres de Transvaal en Pepworth Hill, y también evitaría que los bóeres derrotados se retiraran directamente hacia el norte.

### Lombard's Kop
La brigada de Grimwood se había desplegado durante la noche alrededor de Lombard's Kop y Farquhar's Farm, y miraba hacia el norte hacia Long Hill. Al amanecer, Grimwood descubrió que la mitad de su brigada se había rezagado, y las tropas montadas de French no habían alcanzado su posición asignada. Antes de que esto pudiera corregirse, las tropas británicas cayeron bajo un fuerte fuego de rifle desde su propio flanco derecho. Los bóeres en este sector estaban nominalmente comandados por el anciano comandante Lukas Meyer, pero en realidad estaban dirigidos por Louis Botha.
Al mismo tiempo, el primer proyectil del «Long Tom» de los bóeres en Pepworth Hill aterrizó en la ciudad, causando consternación. Los cañones de campaña británicos abrieron fuego en Pepworth Hill y Long Hill, y silenciaron temporalmente el cañón de asedio bóer, pero el ataque frontal del coronel Ian Hamilton a Pepworth Hill fue cancelado cuando quedó claro que Grimwood estaba en problemas, y el ataque de Hamilton no sería apoyado. Aunque el cuerpo principal de los bóeres de la República Sudafricana bajo el mando del comandante general Piet Joubert estaban estacionados detrás de Pepworth Hill, no había ninguno en Long Hill, y el fuego en esta colina se desperdició. La artillería británica en sí misma fue objeto de un fuego preciso y efectivo de los cañones de campaña de los bóeres, que se combatieron como destacamentos de cañones individuales, y se movieron rápidamente entre emplazamientos antes de que los cañones británicos pudieran encontrar su alcance. Los cañones británicos se desplegaron como se habían perforado para hacerlo, en filas ordenadas de seis sin usar cobertura de artillería o incluso fuego de rifle. Su fuego no fue tan efectivo como el de la Staatsartillerie Bóer, e incurrieron en bajas innecesarias.
Después de cuatro horas, White no había recibido mensajes de Carleton, aunque se podían escuchar disparos desde la posición que se suponía que había ocupado. Sin perspectivas de un ataque exitoso, ordenó a sus tropas que «se retiraran según las oportunidades». Cuando comenzaron a caer de nuevo en la llanura abierta entre Kop de Lombard y Ladysmith, fueron atacados por los fusileros de Botha y el cañón bóer en Pepworth Hill. Algunas de las unidades de Grimwood (principalmente aquellas que ya habían sufrido grandes bajas en Talana Hill, y estaban escasas de oficiales y cansadas) entraron en pánico y la retirada se convirtió en una derrota. Dos baterías de cañones de campaña cubrieron la retirada retirándose en etapas, cada batería proporcionando fuego de cobertura a su vez, mientras que la otra se retorcía y retrocedía. Los británicos también fueron muy afortunados de que un destacamento de cañones navales (cuatro cañones de 12 libras y dos de 4,7 pulgadas, bajo el mando del capitán Percy Scott del HMS Terrible) llegara en tren a Ladysmith y entrara casi directamente en acción. Sus primeras rondas encontraron inmediatamente el alcance de Pepworth Hill y suprimieron el «Long Tom» de los bóeres.
Los británicos volvieron a caer en Ladysmith, con unidades temporalmente desmoralizadas. El día fue posteriormente denominado «Lunes triste». Sin embargo, los bóeres no aprovecharon inmediatamente su victoria. Se dice que cuando se instó a Joubert a seguir a la infantería británica, respondió: «Cuando Dios extienda un dedo, no tome toda la mano».

### Nicholson's Nek
White no fue consciente del destino de la fuerza de Carleton hasta el día siguiente, cuando Joubert envió una carta que también concedió unilateralmente un armisticio para permitir que los muertos fueran enterrados. La fuerza de Carleton había llegado tarde porque las mulas que llevaban sus armas y municiones de reserva no habían sido controladas adecuadamente por conductores inexpertos y habían sido díscolas. A medida que se acercaba el amanecer, Carleton temía que, debido al comienzo tardío, su fuerza quedaría expuesta al amanecer en la llanura abierta entre Pepworth Hill y el Nek. Por lo tanto, decidió ocupar una colina conocida como Tchrengula justo al sur del Nek. Mientras subían la colina, las mulas se atornillaron y los soldados británicos sobresaltados dispararon varios tiros, alertando a los bóeres más cercanos.
Los hombres de Carleton comenzaron a preparar sangares en lo que pensaban que era la cumbre de Tchrengula. De hecho, la cumbre de una milla de largo estaba dividida en dos picos, y en la oscuridad, los británicos habían ocupado solo la cumbre sur, más baja. El vicecomandante Christiaan de Wet comprendió rápidamente la situación y llevó a algunos hombres a caballo a galopar hasta el extremo norte de la colina, donde desmontaron y subieron la colina para ocupar la indefensa cumbre norte. Desde allí, los bóeres avanzaron a lo largo de la cumbre, que estaba sembrada de rocas que daban a los fusileros bóer una amplia cobertura. Los sangares británicos fueron objetivos expuestos y obvios para los bóeres, y dieron una protección inadecuada. Al igual que la artillería, la infantería británica se basó en simulacros, disparando voleas al mando de un oficial. Para cuando se dio la orden, el objetivo previsto estaba a salvo detrás de la cubierta, mientras que los soldados británicos estaban expuestos al fuego.
La infantería británica resistió durante varias horas, pero el número de heridos y muertos aumentó y las municiones se agotaron. Finalmente, como se podía ver a la principal fuerza británica retirándose hacia Ladysmith, Carleton dio la orden de rendirse. Un oficial británico ondeó una bandera blanca al mismo tiempo. Algunas de las tropas británicas no habían visto ninguna razón para la rendición y se sintieron humilladas por la orden. Ochocientos soldados fueron hechos prisioneros.

## Consecuencias
Dado que los bóeres no lanzaron ningún asalto inmediato, la fuerza británica reorganizó y construyó líneas defensivas alrededor de la ciudad, lo que requeriría un gran esfuerzo para superarlo. Recuperaron la moral a través de algunas incursiones a pequeña escala por la noche que sabotearon parte de la artillería bóer. A partir de entonces, el asedio se convirtió en un largo bloqueo prolongado, excepto por un solo intento de asalto. Después de varios fracasos, una fuerza bajo el mando del general Redvers Buller, que más tarde fue conocido como «Sir Reverse» y el «Ferryman de la Tugela», rompió las fuerzas bóer que defendían el Tugela para efectuar el alivio de Ladysmith el 28 de febrero de 1900. Gran Bretaña luego recuperó el control de Sudáfrica.